# ゴールドフィンガー (バンド)
ゴールドフィンガー (Goldfinger) は、1993年にアメリカのカリフォルニア州サンタモニカで結成されたパンク・ロック・バンド。バンド名は、映画『007/ゴールドフィンガー』に由来する（メンバーがジェームズ・ボンドの大ファン）。

## 略歴
- 1994年、ジョン・フェルドマン (Vo/G) 、チャーリー・ポールソン (G) 、サイモン・ウィリアムズ（B/Vo) 、ダーリン・フェイファー (Dr) で結成される。
- 1995年にモジョ・レコードと契約、1stシングル『ヒア・イン・ユア・ベッドルーム - Here In Your Bedroom - 』をリリースしたところ、ロサンゼルスのKROQやニューヨークのWXRKなどのカレッジ・ラジオで頻繁にオンエアされることとなり、バンドは知名度を上げていく。
- 1996年、1stアルバム『ゴールドフィンガー - GOLDFINGER - 』をリリース。
- 1997年、2ndアルバム『ハング・アップス - HANG-UPS - 』をリリース。
  - 音楽性の違いからサイモン・ウィリアムズ（B) が脱退、新ベーシストとしてケリー・レミューが加入。
- 1999年、EP『DARRIN'S COCONUT ASS』、ビデオ『DARRIN'S COCONUT ASS  LIVE & UNCENSORED』をリリース。
- 2000年、3rdアルバム『ストンピング・グラウンド - STOMPING GROUND - 』をリリース。シングルカットされたネーナのカバー曲「ロックバルーンは99 - 99 Red Balloons - 」がヨーロッパや日本で大ヒットとなる。
- 2001年、チャーリー・ポールソン (G) が脱退、新ギタリストとしてブライアン・アーサーが加入。
- 2002年、4thアルバム『オープン・ユア・アイズ - OPEN YOUR EYES - 』をリリース。
- 2004年、マーベリック・レコードに移籍。
- 2005年、5thアルバム『ディスコネクション・ノーティス - DISCONNECTION NOTICE - 』、ベストアルバム『ザ・ベスト・オブ・ゴールドフィンガー - THE BEST OF GOLDFINGER - 』をリリース。
- 2006年、ブライアン・アーサー (G) が脱退、チャーリー・ポールソンが再加入。
- 2008年、6thアルバム『ハロー・デスティニー - HELLO DESTINY - 』をリリース。
- 2013年、ケリー・レミュー (B) が脱退、チャーリー・ポールソン (G) が二度目の脱退。新ギタリストとしてストーリー・オブ・ザ・イヤーのフィリップ・スニードが加入。
- 2016年、ダーリン・フェイファー (Dr) が、フェルドマンとの確執により脱退。同年、新ベーシストとしてMxPxのマイク・ヘレーラが加入。
- 2017年、7thアルバム『ザ・ナイフ - THE KNIFE - 』をリリース。フェルドマン以外のメンバーが一新されてから初のアルバムであり、ブリンク 182のトラヴィス・バーカーが、ゲストドラマーとして全曲に参加した。また、同アルバムには、ブリンク 182のマーク・ホッパス、311のニック・ヘクサム、トゥエンティ・ワン・パイロッツのジョシュ・ダン、ONE OK ROCKのTakaなど、様々なミュージシャンがゲスト参加している。
- 2019年、チャーリー・ポールソン (G) が再々加入。
- 2020年、8thアルバム『ネヴァー・ルック・バック - NEVER LOOK BACK -』をリリース。ポールソンは、本アルバムが12年振りの復帰作となった。同年、2018年からツアーに参加していたニック・グロス (Dr) が、正式メンバーとして加入。

## メンバー

### 現在のメンバー
- ジョン・フェルドマン (John Feldmann) (Vo/G) (1994年 -)

ゴールドフィンガーのリーダーとしてだけではなく、マーベリック・レコードのA&Rマン、プロデューサーとしての一面も持ち、メスト、ザ・ユーズド、ストーリー・オブ・ザ・イヤーなどのプロデュースを手掛け、楽曲提供も行っている。
また、上記バンドの他、アシュリー・シンプソンやグッド・シャーロットなどにも楽曲提供を行っている。
- チャーリー・ポールソン (Charlie Paulson) (G/Vo) (1994年 - 2001年, 2005年 - 2013年, 2019年 -) 
オリジナルメンバー。二度の脱退を経て、2019年のツアーから復帰した。
- フィリップ・スニード (Philip "Moon Valjean" Sneed) (G/Vo) (2013年 -) 
ストーリー・オブ・ザ・イヤーの元メンバー。ポールソンの二度目の脱退後に加入した。
- マイク・ヘレーラ (Mike Herrera) (B/Vo) (2016年 -) 
MxPxのメンバー。フェルドマンに誘われ、2016年に加入した。
- ニック・グロス (Nick Gross) (Dr) (2020年 -) 
2018年からツアーメンバーとしてバンドに参加していたが、2020年に正式メンバーとなった。

### 元メンバー
- サイモン・ウィリアムズ (Simon Williams) (B) (1994年 - 1999年)
- ブライアン・アーサー (Brian Arthur) (G) (2001年 - 2005年)
- ケリー・レミュー (Kelly LeMieux) (B) (1999年 - 2014年) 
前任ベーシストの脱退に伴い、2013年からバックチェリーのツアーに参加。現在も正式メンバーとして在籍している。
- ダーリン・フェイファー (Darrin Pfeiffer) (Dr/B) (1994年 - 2016年) 
オリジナルメンバー。レミュー脱退後は、ベースも兼任していた。バンドを脱退後は、Sum 41のツアーに参加したり、ザ・サラダズに参加した。現在は、パンク・ロック・カラオケに参加している。

### ツアーメンバー（ライブ、レコーディングのみ参加のメンバー）
- トラヴィス・バーカー (Travis Barker) (Dr) 
ブリンク 182のメンバー。7thアルバム『ザ・ナイフ - THE KNIFE -』のレコーディングに参加。
- ビリー・コテジ (Billy Kotage) (Key, Tb)
- マット・アップルトン (Matt Appleton) (Sax)
- ジョン・クリスチャンソン (John Christianson) (Tp) 
上記の3人は、リール・ビッグ・フィッシュのメンバー (コテジは2019年に脱退)。
- デイヴィッド・アイマーマン (David Immerman) (G) 
アヴリル・ラヴィーンのバックバンドのギタリスト。
- サイラス・ブルーキ (Cyrus Bolooki) (Dr) 
ニュー・ファウンド・グローリーのメンバー。
- アリック・インプロータ (Aric Improta) (Dr) 
FEVER 333のメンバー。

## ディスコグラフィ

### アルバム（フル）
- ゴールドフィンガー - GOLDFINGER (1996)
- ハング・アップス - HANG-UPS (1997)
- ストンピング・グラウンド - STOMPING GROUND (2000)
- オープン・ユア・アイズ - OPEN YOUR EYES (2002)
- ディスコネクション・ノーティス - DISCONNECTION NOTICE (2005)
- ハロー・デスティニー - HELLO DESTINY (2008)
- ザ・ナイフ - THE KNIFE (2017)
- ネヴァー・ルック・バック - NEVER LOOK BACK (2020)

### オリジナル・アルバム（ミニ）
- DARRIN'S COCONUT ASS (1999)

### ライヴ・アルバム
- FOOT IN MOUTH: LIVE (2001)
- LIVE AT THE HOUSE OF BLUES (2004)

### ビデオ(VHS/DVD)
- DARRIN'S COCONUT ASS  LIVE & UNCENSORED (1999)
- THE SHOW MUST GO OFF (2004)